# ジョシュア・ファリス
ジョシュア・ファリス(英語: Joshua Farris, 1995年1月6日 - )は、アメリカ合衆国出身の男性元フィギュアスケート選手(男子シングル)。
2013年世界ジュニア選手権優勝。2015年四大陸選手権2位。

## 人物
牛乳アレルギーである。

## 経歴
6歳の誕生日に母に連れられてスケートを始める。
2006年のジュヴナイルクラスを皮切りに、全米ジュニア選手権や全米選手権の各クラスで優勝。2009年にノービスクラスで優勝し、アメリカナショナルチームに選出される。
翌2009-2010シーズンからジュニアグランプリシリーズに参戦。2010-2011シーズンのジョン・カリー記念で初優勝し、ジュニアグランプリファイナル初出場を果たした。全米選手権は公式練習での4回転ジャンプの転倒で外転筋を断裂。しかし試合には出場しSP13位となった。FSの前日の1月29日、訪れたレストランで牛乳アレルギーによるアナフィラキシーショックを起こし、救急救命室へ搬送された。午前3時まで病院に滞在する状況ながら試合には出場した。FSでは全てのジャンプでマイナスの評価を受け最下位、総合でも22人中21位という結果だった。また、2つ目の3回転アクセルの転倒により、腓骨の骨折とアキレス腱の損傷の怪我を負った。大会終了後、クリスティ・クラールとデイモン・アレンにコーチを変更した。
2011-2012シーズンはジュニアグランプリシリーズのバルティック杯及びタリン杯で優勝。ジュニアグランプリファイナルではSPで首位につけるも、プログラムを変更したFSで逆転され3位となる。世界ジュニア選手権でもFSで逆転を許してしまうが、初出場ながら銀メダルを獲得した。
2012-2013シーズン、ジュニアグランプリシリーズのレークプラシッド大会で4回転トウループを成功させ、2位に30点以上の大差をつけ優勝した。続くセンシラ・ブレッド杯でも優勝し、ジュニアグランプリファイナルでは前年より順位を上げ2位。惨敗が続いていた全米選手権では大きく順位を上げ4位に入り表彰台に上った。世界ジュニア選手権ではSP、FSともにパーソナルベストを更新し優勝。
2013-2014シーズン、シニアクラスへ移行。USインターナショナルクラシックでは3位。スケートカナダでは5位。ロステレコム杯は練習中に右足首を捻挫し棄権した。全米選手権では2年連続でピューターメダルを獲得。
2014-2015シーズン、右足首の怪我の影響で中国杯を欠場。全米選手権では銅メダルを獲得し、初の世界選手権代表に選出された。四大陸選手権ではパーソナルベストを30点以上更新し銀メダルを獲得した。
2015-2016シーズン、7月中旬の練習中に4回転トウループで激しく転倒し、首の後ろ部分がむち打ちのような状態になり脳震盪を引き起こした。そこから練習を再開してすぐに再び脳震盪があり、車に乗車する際に頭をぶつけ再び症状が起こった。3週間の間に3度の脳震盪を経験し、グランプリシリーズは2戦ともに出場を辞退した。
2016年7月1日、健康を優先するために競技からの引退を発表した。
2017年2月に現役復帰への意向を表明し、2017年NHK杯へのエントリーも決定した。しかしながら、3度の脳震盪から引き起こされた脳損傷により、2017-2018シーズン中の復帰には至らなかった。

## 主な戦績
| 大会/年              | 2008-09 | 2009-10 | 2010-11 | 2011-12 | 2012-13 | 2013-14 | 2014-15 |
| -------------------- | ------- | ------- | ------- | ------- | ------- | ------- | ------- |
| 世界選手権           |         |         |         |         |         |         | 11      |
| 四大陸選手権         |         |         |         |         |         | 6       | 2       |
| 全米選手権           | 1 N     | 2 J     | 21      | 16      | 4       | 4       | 3       |
| GP NHK杯             |         |         |         |         |         |         | 11      |
| GPスケートカナダ     |         |         |         |         |         | 5       |         |
| USクラシック         |         |         |         |         |         | 3       |         |
| 世界Jr.選手権        |         |         |         | 2       | 1       |         |         |
| JGPファイナル        |         |         | 6       | 3       | 2       |         |         |
| JGP S.ブレッド杯     |         |         |         |         | 1       |         |         |
| JGPレークプラシッド  |         | 4       |         |         | 1       |         |         |
| JGPバルティック杯    |         |         |         | 1       |         |         |         |
| JGPタリン杯          |         |         |         | 1       |         |         |         |
| JGP J.カリー記念     |         |         | 1       |         |         |         |         |
| JGPブラショフ杯      |         |         | 2       |         |         |         |         |
| JGPボスポラス        |         | 5       |         |         |         |         |         |
| エイゴンチャレンジ杯 | 2 J     |         |         |         |         |         |         |

- N - ノービスクラス
- J - ジュニアクラス

### 詳細
| 2014-2015 シーズン    |                                                |          |           |           |
| 開催日                | 大会名                                         | SP       | FS        | 結果      |
| 2015年3月23日 - 29日  | 2015年世界フィギュアスケート選手権（上海）     | 13 73.52 | 10 149.52 | 11 223.04 |
| 2015年2月9日 - 15日   | 2015年四大陸フィギュアスケート選手権（ソウル） | 5 84.29  | 2 175.72  | 2 260.01  |
| 2015年1月17日 - 25日  | 全米フィギュアスケート選手権（グリーンズボロ） | 2 90.40  | 3 177.58  | 3 267.98  |
| 2014年11月28日 - 30日 | ISUグランプリシリーズ NHK杯（門真）            | 11 58.35 | 11 111.53 | 11 169.88 |

| 2013-2014 シーズン    |                                                            |         |          |          |
| 開催日                | 大会名                                                     | SP      | FS       | 結果     |
| 2014年1月20日 - 25日  | 2014年四大陸フィギュアスケート選手権（台北）               | 7 74.85 | 5 146.15 | 6 221.00 |
| 2014年1月5日 - 12日   | 全米フィギュアスケート選手権（ボストン）                   | 5 78.37 | 4 169.69 | 4 248.06 |
| 2013年10月25日 - 27日 | ISUグランプリシリーズ スケートカナダ（セントジョン）       | 8 69.14 | 4 147.58 | 5 216.72 |
| 2013年9月11日 - 15日  | 2013年USインターナショナルクラシック（ソルトレイクシティ） | 3 71.85 | 3 134.71 | 3 206.56 |

| 2012-2013 シーズン     |                                                            |         |          |          |
| 開催日                 | 大会名                                                     | SP      | FS       | 結果     |
| 2013年2月25日 - 3月3日 | 2013年世界ジュニアフィギュアスケート選手権（ミラノ）       | 1 75.84 | 2 152.48 | 1 228.32 |
| 2013年1月20日 - 27日   | 全米フィギュアスケート選手権（オマハ）                     | 3 79.78 | 4 165.04 | 4 244.82 |
| 2012年12月6日 - 9日    | 2012/2013 ISUジュニアグランプリファイナル（ソチ）          | 1 74.53 | 2 136.84 | 2 211.37 |
| 2012年9月26日 - 30日   | ISUジュニアグランプリ センシラ・ブレッド杯（ブレッド）     | 1 74.35 | 1 136.86 | 1 211.21 |
| 2012年8月29日 - 9月2日 | ISUジュニアグランプリ レークプラシッド（レークプラシッド） | 1 72.20 | 1 146.49 | 1 218.69 |

| 2011-2012 シーズン     |                                                                 |          |           |           |
| 開催日                 | 大会名                                                          | SP       | FS        | 結果      |
| 2012年2月27日 - 3月4日 | 2012年世界ジュニアフィギュアスケート選手権（ミンスク）          | 1 75.43  | 2 146.54  | 2 221.97  |
| 2012年1月22日 - 29日   | 全米フィギュアスケート選手権（サンノゼ）                        | 14 65.43 | 16 132.55 | 16 197.98 |
| 2011年12月8日 - 11日   | 2011/2012 ISUジュニアグランプリファイナル（ケベック・シティー） | 1 72.99  | 3 130.99  | 3 203.98  |
| 2011年10月12日 - 16日  | ISUジュニアグランプリ タリン杯（タリン）                        | 1 74.55  | 1 133.12  | 1 207.67  |
| 2011年9月14日 - 18日   | ISUジュニアグランプリ バルティック杯（グダニスク）              | 1 75.69  | 2 126.76  | 1 202.45  |

| 2010-2011 シーズン      |                                                            |          |          |           |
| 開催日                  | 大会名                                                     | SP       | FS       | 結果      |
| 2011年1月23日 - 30日    | 全米フィギュアスケート選手権（グリーンズボロ）             | 13 60.91 | 22 90.82 | 21 151.73 |
| 2010年12月9日 - 12日    | 2010/2011 ISUジュニアグランプリファイナル（北京）          | 4 65.24  | 7 108.73 | 6 173.97  |
| 2010年9月30日 - 10月2日 | ISUジュニアグランプリ ジョン・カリー記念（シェフィールド） | 1 59.79  | 1 127.95 | 1 187.74  |
| 2010年9月9日 - 11日     | ISUジュニアグランプリ ブラショフ杯（ブラショフ）           | 1 67.03  | 3 112.19 | 2 179.22  |

| 2009-2010 シーズン    |                                                            |          |          |          |
| 開催日                | 大会名                                                     | SP       | FS       | 結果     |
| 2010年1月15日 - 17日  | 全米フィギュアスケート選手権 ジュニアクラス（スポケーン）  | 4 58.24  | 1 136.79 | 2 195.03 |
| 2009年10月15日 - 17日 | ISUジュニアグランプリ ボスポラス（イスタンブール）         | 2 62.50  | 7 99.33  | 5 161.83 |
| 2009年9月3日 - 4日    | ISUジュニアグランプリ レークプラシッド（レークプラシッド） | 10 50.30 | 3 104.22 | 4 154.52 |

| 2008-2009 シーズン   |                                                               |         |          |          |
| 開催日               | 大会名                                                        | SP      | FS       | 結果     |
| 2009年3月5日 - 7日   | 2009年エイゴンチャレンジ杯 ジュニアクラス（ハーグ）           | 6 46.75 | 1 114.58 | 2 161.33 |
| 2009年1月18日 - 25日 | 全米フィギュアスケート選手権 ノービスクラス（クリーブランド） | 1 51.81 | 1 109.24 | 1 161.05 |

## プログラム使用曲
| シーズン  | SP | FS | EX |
| --------- | --- | --- | --- |
| 2015-2016 | Give Me Love 曲：エド・シーラン 振付：ジェフリー・バトル                                                                          | ローマの松 作曲：オットリーノ・レスピーギ 振付：ジェフリー・バトル | |
| 2014-2015 | Give Me Love 曲：エド・シーラン 振付：ジェフリー・バトル                                                                          | 映画『シンドラーのリスト』より 作曲：ジョン・ウィリアムズ 振付：デイモン・アレン、ジョシュア・ファリス                                                                       | Give Me Love 曲：エド・シーラン 振付：ジェフリー・バトルWhen I Was Your Man 曲：ブルーノ・マーズ 振付：ジョシュア・ファリス             |
| 2013-2014 | リベルタンゴ 作曲：アストル・ピアソラ 演奏：Anderson & Roe Piano Duo play 振付：デイモン・アレン、ジョシュア・ファリス            | 映画『シンドラーのリスト』より 作曲：ジョン・ウィリアムズ 振付：デイモン・アレン、ジョシュア・ファリス                                                                       | Feel Again 曲：ワンリパブリック |
| 2012-2013 | 無伴奏チェロ組曲第1番 前奏曲 作曲：ヨハン・ゼバスティアン・バッハ 演奏：ヨーヨー・マ 振付：デイモン・アレン、ジョシュア・ファリス | ピアノ協奏曲第2番第3楽章 作曲：セルゲイ・ラフマニノフ 指揮：フリッツ・ライナー ピアノ：ヴァン・クライバーン 振付：デイモン・アレン、ジョシュア・ファリス                     | グラビティ 曲：ジョン・メイヤー消えゆく太陽 ボーカル：ジョシュ・ホグWhen I Was Your Man 曲：ブルーノ・マーズ 振付：ジョシュア・ファリス |
| 2011-2012 | 月の光 作曲：クロード・ドビュッシー                                                                                               | ピアノ協奏曲第2番第3楽章 作曲：セルゲイ・ラフマニノフ 指揮：フリッツ・ライナー ピアノ：ヴァン・クライバーン映画『トランスフォーマー』より 作曲：スティーブ・ジャブロンスキー | グラビティ 作曲：ジョン・メイヤー |
| 2010-2011 | El Dron 演奏：ペペ・アビチュエラ                                                                                                  | ポーギーとベス 作曲：ジョージ・ガーシュウィン | |
| 2009-2010 | スターダスト 作曲：アーティ・ショウ シング・シング・シング 作曲：ルイ・プリマ 編曲：クリス・ボードマン                            | ワルソー・コンチェルト 作曲：リチャード・アディンセル 演奏：パトリック・ヤブロンスキー、ポーランド放送交響楽団                                                               | |
| 2008-2009 | アストゥリアス 作曲：イサーク・アルベニス                                                                                         | 火星 大管弦楽のための組曲『惑星』より 作曲：グスターヴ・ホルスト | |
| 2007-2008 | おお、運命の女神よ カルミナ・ブラーナより 作曲：カール・オルフ                                                                    | 映画『ヘンリー五世』より 音楽：パトリック・ドイル | |
| 2006-2007 | オペラ座の怪人 作曲：アンドルー・ロイド・ウェバー                                                                                 | エリナー・リグビー 作曲：レノン＝マッカートニー 演奏：ボストン・ポップス・オーケストラ                                                                                       | |
| 2005-2006 | オペラ座の怪人 作曲：アンドルー・ロイド・ウェバー                                                                                 | 夏 四季より 作曲：アントニオ・ヴィヴァルディ | |